# INFINIA
INFINIA（インフィニア）は、大韓民国のLGエレクトロニクスが製造している薄型テレビのブランドである。
2010年11月4日に日本市場に参入（予約開始）した。全モデルでIPSパネル、LEDバックライトを搭載し、東芝などと同じUSBHDD録画にも対応している（日本向けの機種のみで、海外向けの機種は対応していない）。
機種によっては、480Hz相当の動画性能など、同時期に日本メーカーが出していなかった機能も搭載している。

## 型番法則
パナソニック（TH-）、ソニー（KDL-）、シャープ（LC-）など一部メーカーにはテレビを表すアルファベットをハイフンでつなげているがINFINIAとCINEMA 3Dには無い。そのため、型番は東芝のREGZAと同じ「画面サイズ→シリーズ名（LX9500など）」になっている。

## 機種
47/55LX9500
3D対応、480Hz相当(240Hz+バックライトスキャン)で、LEDバックライトのエリア駆動に対応。価格は47型で40万円、55型で48万円。2011年現在、日本メーカーではソニーなどが480Hz/960Hz相当のテレビを出しているが、発売した時期には日本メーカーから出ていなかった。
42LE8500
240Hz駆動、エリア駆動に対応。3Dには対応していない。価格は22万円。
32/37LE7500
120Hz駆動に対応。3Dには対応していない。価格は32型で15万円、37型で16万円。32型もフルHDに対応している。
32/42LE5500
120Hz駆動に対応。3Dには対応していない。価格は32型で14万円、42型で17万円。32型もフルHDに対応している。
22/26/32LE5300
3Dには対応していない。価格は22型で8万円、26型で10万円、32型で13万円。
また、同時期にLX9500シリーズでBlu-ray 3Dソフトを視聴するためのブルーレイプレーヤー「BX580」も発売された。11月19日に発売され、価格は3万円。

## 競合他社ブランド
- AQUOS（シャープ）
- REGZA（東芝）
- BRAVIA（ソニー）
- VIERA（パナソニック）
- Wooo（日立）
- REAL（三菱電機）
- VIZON（三洋電機）